# Lisowicia bojani
Lisowicia bojani (лат., возможное русское название — лисовиция) — вид дицинодонтов из подсемейства Placeriinae семейства шталекериид (Stahleckeriidae), единственный в роде Lisowicia. Ископаемые остатки были обнаружены во время палеонтологических работ в окрестностях деревни Липе-Слёнске (село Лисовице, гмина Павонкув, Люблинецкий повят, Силезское воеводство). Новые род и вид описали палеонтологи Томаш Сулей и Гжегож Недзведзкий в 2019 году. Lisowicia жила в позднем триасе в конце норийского или в начале рэтского века. Этот род является самым поздним бесспорным представителем дицинодонтов.

## Описание

В сравнении с человеком

Lisowicia является крупнейшим известным синапсидом, не относящимся к млекопитающим. Согласно оценке авторов описания, длина её тела составляла более 4,5 м при высоте в 2,6 метра и массе в 9 тонн. По более поздней оценке, произведённой Романо и Мануччи (2019), масса тела Lisowicia достигала 4,87—7,02 тонны. Lisowicia была четвероногим животным, по пропорциям тела сравнимым с носорогом. У Lisowicia имелся роговой клюв, сравнимый с таким у современных черепах.
Как и у млекопитающих, все четыре конечности Lisowicia располагались прямо под телом в вертикальном положении, а локтевой сустав был направлен назад; для сравнения, у других триасовых дицинодонтов группы Kannemeyeriiformes были раскидистые передние конечности с локтями, согнутыми наружу.

## Открытие

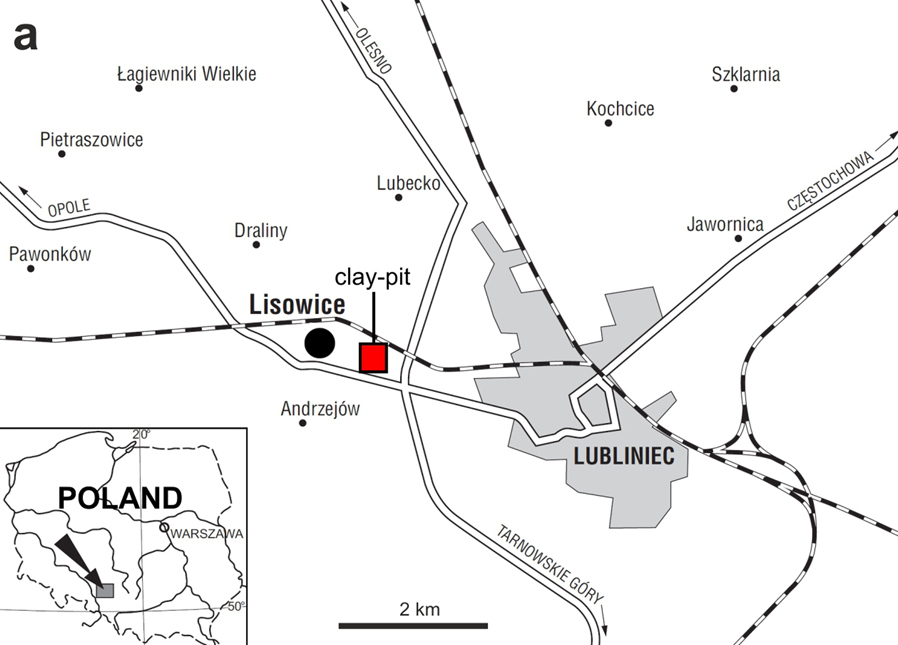
Географическое положение места обнаружения ископаемых остатков Lisowicia bojani

В 2006 году быстрая геологическая разведка подтвердила факт присутствия окаменелостей в силезской глиняной шахте. Были организованы палеонтологические работы, в ходе которых учёные находились на территории кирпичного завода (50°40’43,35" N, 18°38’48,19" E) в течение 9 сезонов с 2007 по 2014 год и в 2017 году (каждый год работы продолжались 1 месяц). Об открытии нового огромного животного объявил в 2008 году в журнале Acta Palaeontologica Polonica коллектив из профессора варшавского университета Ежи Дрика, доктора Томаша Сулея и магистра Гжегожа Недзведзкого. Учёные не смогли определить систематическое положение животного и поэтому не дали ему научного названия.

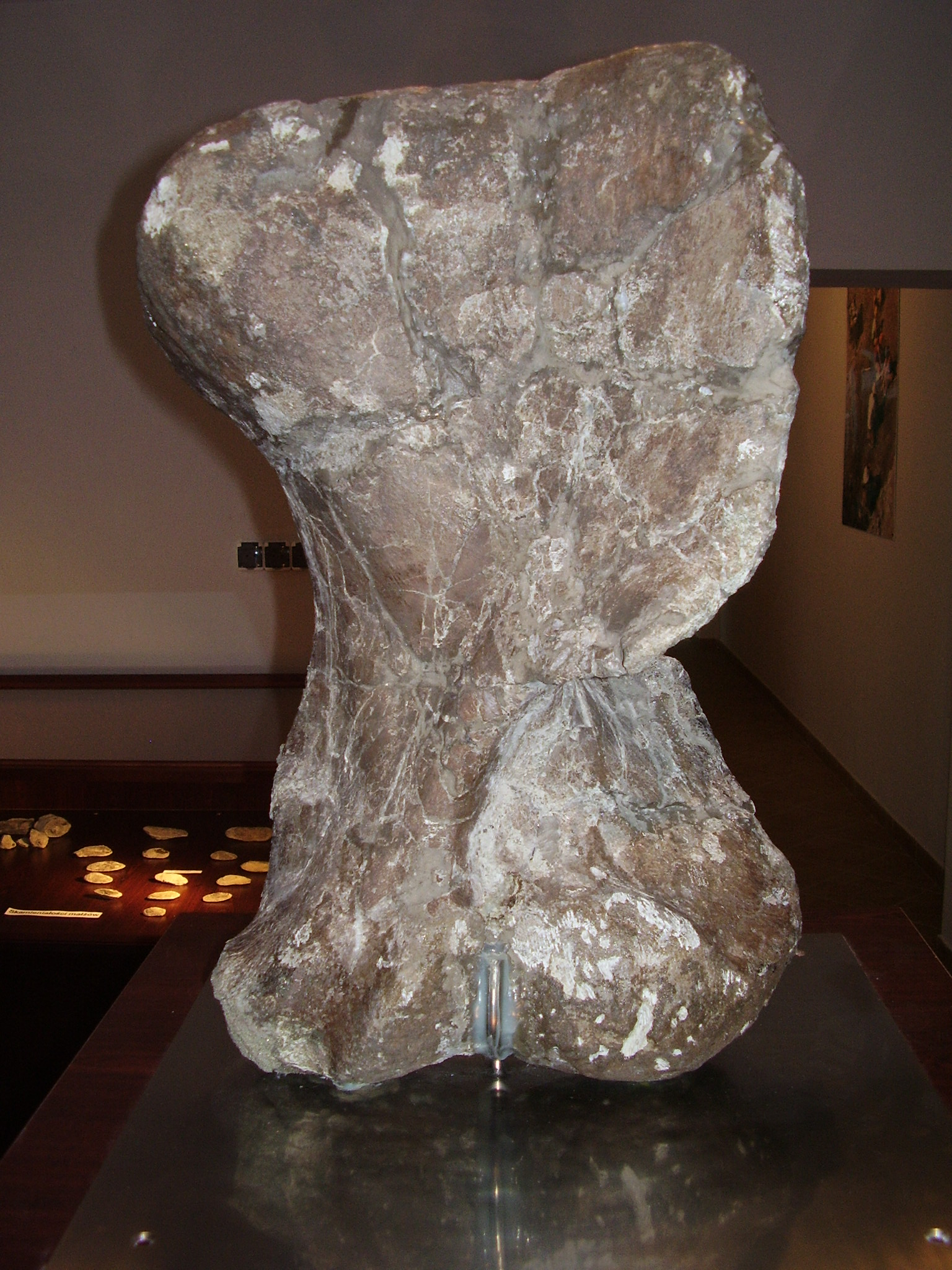
Плечевая кость

Исходя из размеров животного, палеонтологи сначала пришли к выводу, что окаменелости принадлежат завроподам — растительноядными динозаврами, которые в тот период времени могли достигать в длину порядка 11 метров. С другой стороны, указывалось на сходство с родом дицинодонтов Ischigualastia. Последующее исследование подтвердило, что фрагменты черепа и кости конечностей принадлежат дицинодонту; было установлено, что это был крупнейший и, вероятно, самой молодой в геологическом отношении дицинодонт.
В ходе 11 лет полевых исследований было обнаружено более 1000 ископаемых фрагментов костей.
Результаты работы и описание открытого рода дицинодонтов опубликовали в журнале Science профессор Института палеобиологии Томаш Сулей и д-р Гжегож Недзведзкий из Уппсалького университета. Электронная версия описания Lisowicia была опубликована на сайте журнала Science 22 ноября 2018 года; описание, в конечном счете появилось в номере 4 января 2019 года.

### Название
Родовое название Lisowicia происходит от названия польского села Лисовице, возле которого было сделано открытие. Видовое название bojani присвоено в честь Людвига Генриха Боянуса (1776—1827), немецкого врача и натуралиста, который вел новаторскую работу по сравнительной анатомии и палеонтологии.

### Материал
Голотип ZPAL V.33/96, представленный левой плечевой костью, хранится в Институте палеобиологии им. Романа Козловского ПАН. Вместе с голотипом учёные обнаружили многочисленные паратипы (в том числе левую часть черепа, свод черепа, фрагмент крыловидной кости, заднюю часть правой части нижней челюсти, левую лопатку, грудину, шейный позвонок, левое бедро, левую большеберцовую кость), которые происходят от нескольких особей аналогичного размера.

### Значение открытия
Американский палеонтолог из Эдинбургского университета д-р Стивен Брусатти пояснил, что открытие польских учёных удивительно, так как проливает свет на историю эпохи первых динозавров. Дицинодонты, к которым относится открытых животное, относились к первым позвоночным, которые успешно питались почти исключительно растениями. От средней перми до начала позднего триаса дицинодонты были одной из самых разнообразных групп синапсид; представители этой группы доисторических позвоночных эволюционировали в разных направлениях — некоторые дицинодонты вели жизнь под землей, как современные кроты, другие жили на деревьях, а третьи достигали размеров, сопоставимых с современными бегемотами. До открытия Lisowicia не были известны триасовые дицинодонты, длина тела которых превышала 3—3,5 метра, а вес — 1—2 тонны; крупнейшие известные до этого момента триасовые дицинодонты, следовательно, не достигали, больших размеров тела чем самые большие известные пермские синапсиды, такие как дейноцефалы, примерами крупных родов которых являются тапиноцефал и мосхопс. В конце триаса впервые больших размеров, существенно превышающих размеров дицинодонтов (за исключением Lisowicia) начали достигать динозавры из группы завроподоморф, включая завропод и их ближайших родственников; в начале следующего после триасового периода юрского периода некоторые виды превышали 15 метров в длину при весе массы тела в 10 тонн. Перед открытием Lisowicia не были известны никакие позднетриасовые наземные животные, не являющиеся динозаврами, достигавшие размеров, сопоставимых с размерами первых крупных завроподоморф; открытие Lisowicia предполагает, что причиной достижение некоторыми динозаврами больших размеров вызывали не только характерные для них особенности анатомии, а их размеры могут быть следствием воздействия экологических факторов, которые вызывают также повышение размеров тела представителей других групп животных, например, дицинодонтов.
Открытие Lisowicia показывает также, что, вопреки более ранним представлениям эволюционная радиация ранних завроподоморф не совпала с исчезновением дицинодонтов из палеонтологической летописи, а крупные дицинодонты сосуществовали в конце триаса с крупными завроподоморфами. Lisowicia является первым позднетриасовым европейским дицинодонтом, известным по большему количеству ископаемого материала, чем отдельные, изолированные кости.

## Палеоэкология

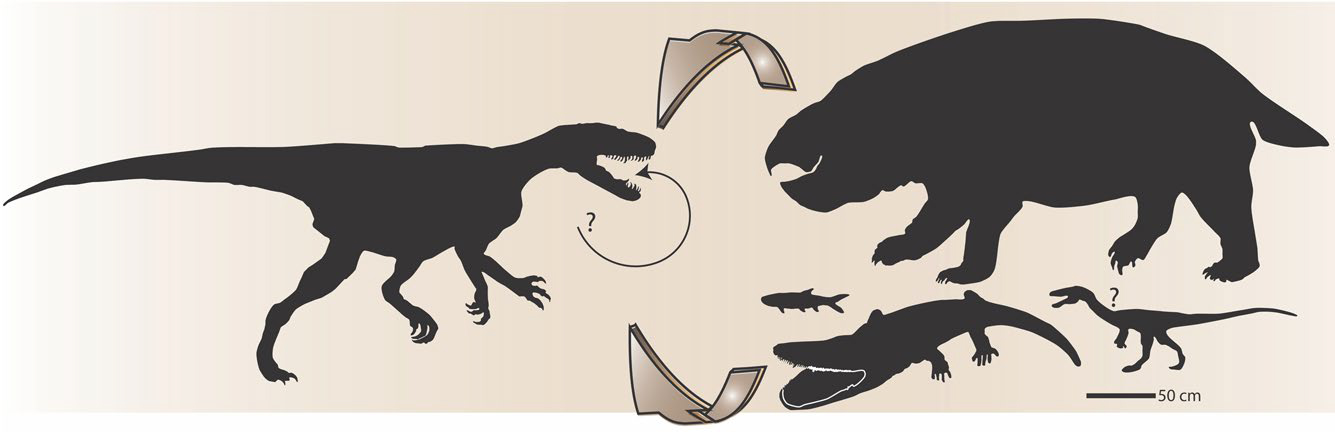
Smok (слева) и его возможная добыча, в том числе Lisowicia, установленная на основе содержимого копролитов и следов укусов на костях

Lisowicia вела земноводный образ жизни на берегах водно-болотных мест обитаний. Была растительноядной. Ископаемые остатки растений, найденные возле окаменелостей дицинодонта, предполагают, что он мог потреблять голосеменные растения родов Brachyphyllum или Pagiophyllum, относящиеся к Cheirolepidiaceae. Найденные в Липе-Слёнске копролиты классифицируют как принадлежавшие дицинодонтам. В копролитах были обнаружены следы пыльцы, спор, кутикул и деревянистые части голосеменных растений. Это указывает на преимущественно высокую питательную ценность потреблявшихся растений. На Lisowicia, вероятно, охотился, живший на той же территории архозавр Smok. На некоторых из найденных ископаемых костей дицинодонта видны следы зубов, соответствующие зубам этого архозавра.